# Livre d'heures de Philippe de Clèves
Le Livre d'heures de Philippe de Clèves est un petit livre d'heures manuscrit et enluminé,  probablement réalisé en Flandre peu avant 1485 pour Philippe de Clèves et conservé parmi les collections de la Bibliothèque royale de Belgique à Bruxelles (ms. IV 40).

## Sommaire du manuscrit
Le manuscrit renferme :
- une liste de noms de propriétaires (fº 2r) ;
- un calendrier (fº 3r - 14v) ;
- le commencement de l'Évangile selon Jean (fº 15r - 16v) ;
- les heures de sainte Barbe (fº 17v - 28v) ;
- diverses prières, en particulier aux plaies du Christ (fº 29v - 55r) ;
- les heures de la Vierge (fº 55v - 108v) ;
- les sept psaumes pénitentiels (fº 109v - 121r) ;
- les litanies des saints et d'autres prières[1] (fº 121v - 143v)[2].

## Description
Le livre, qui mesure 12,7 cm de haut sur 9,1 de large, n'a plus sa reliure d'origine. Il se compose de 146 feuillets de vélin. Le texte est en latin, à l'exception d'une salutation angélique en français (f°32).
Il contient 60 miniatures, dont 24 pour le calendrier ainsi que 31 petites miniatures et cinq miniatures paginales, toutes en couleur et encadrées par des bordures et des marges richement décorées de végétaux et de petits animaux représentés avec beaucoup de réalisme. Le style des miniatures est caractéristique de la période post-bourguignonne et de l'école ganto-brugeoise du dernier quart du XVe siècle, tandis que certaines décorations marginales à l'aquarelle, rajoutées un siècle plus tard par Hoefnagel, sont d'esprit maniériste.

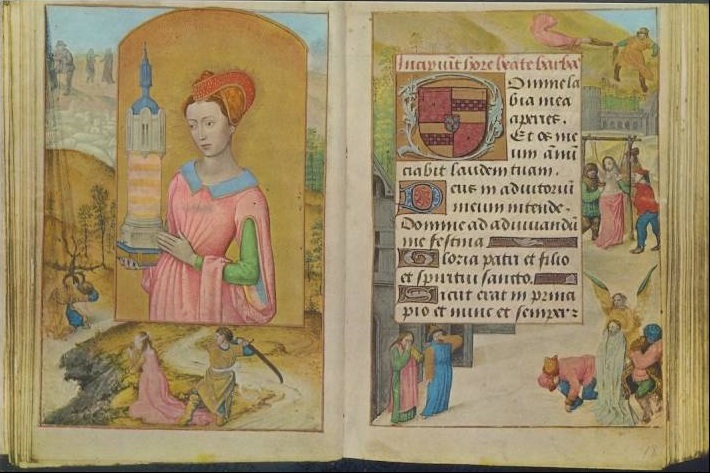
Sainte Barbe (fº 17v - 18r).
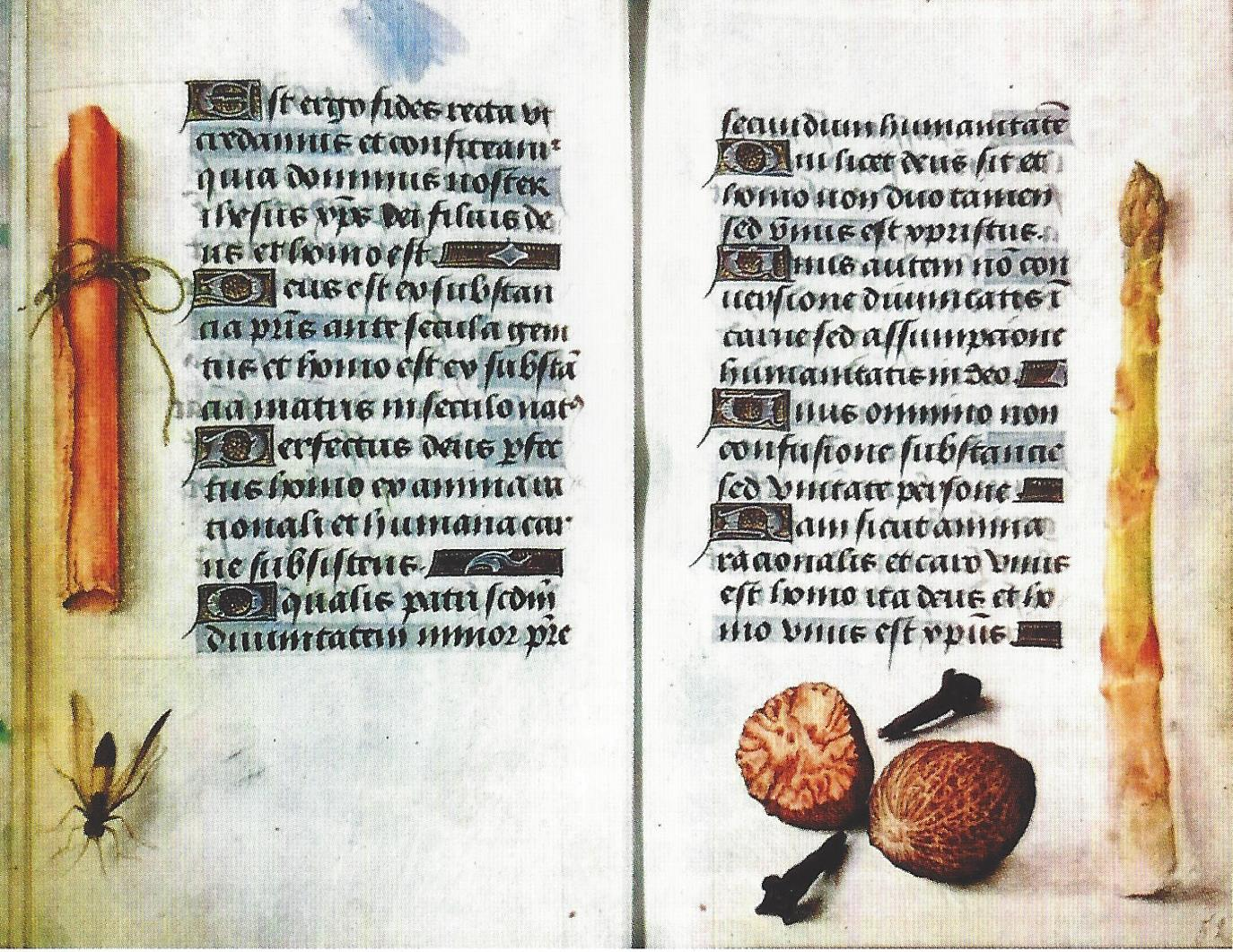
Cannelle, clous de girofle, asperge... ajoutés par Joris Hoefnagel (fº 51v - 52r).
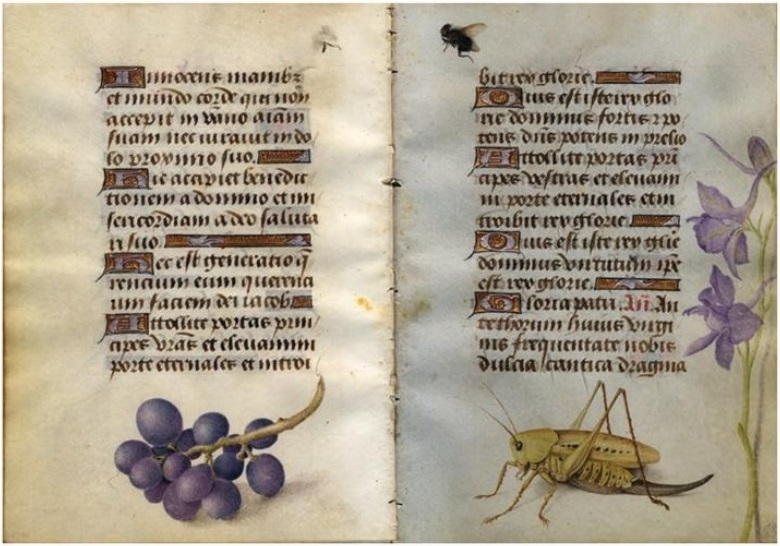
Grappe de raisin, mouche écrasée, criquet et iris (f° 62v - 63r ?).
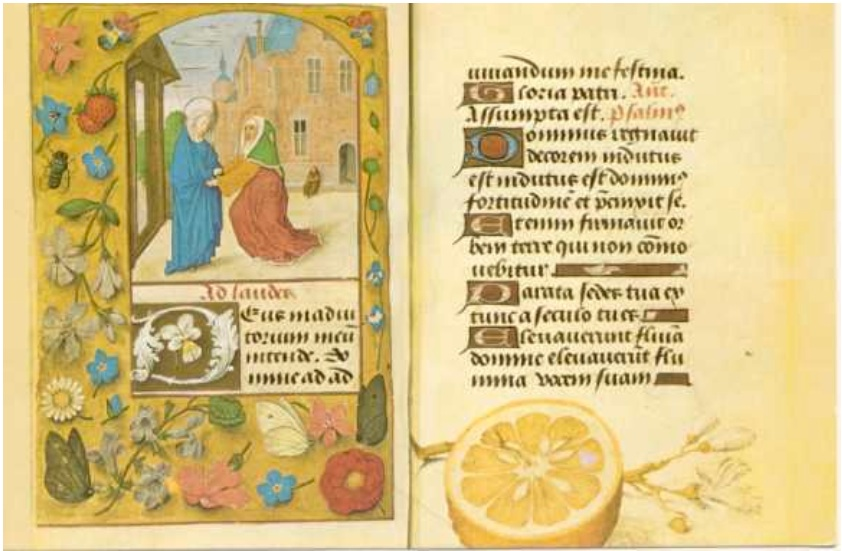
Visitation de la Vierge Marie et citron (fº 68v - 69r).
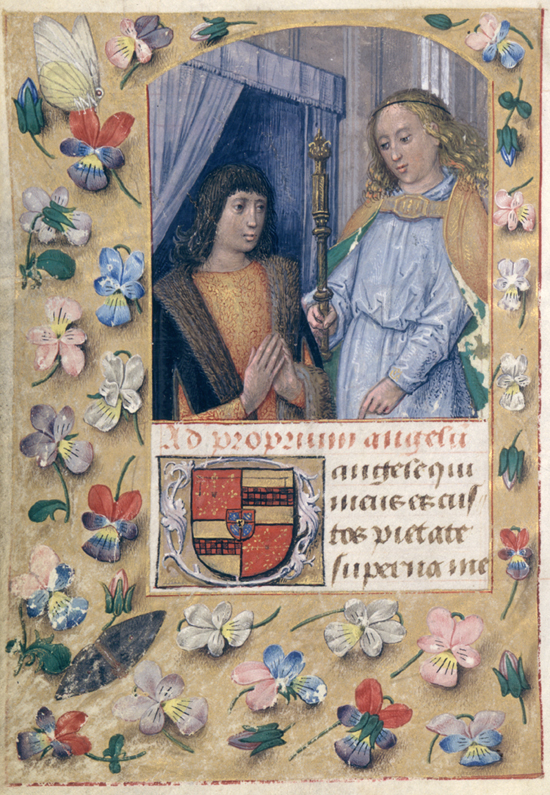
Le commanditaire et son ange gardien (fº 121v).
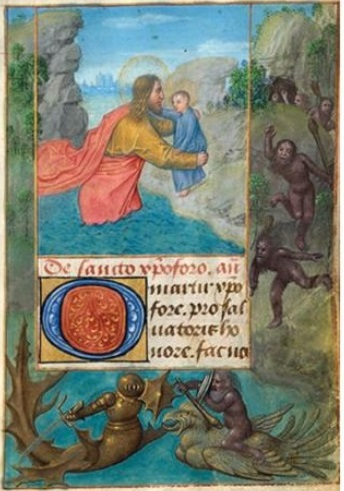
Saint Christophe (fº 123r).

## Histoire

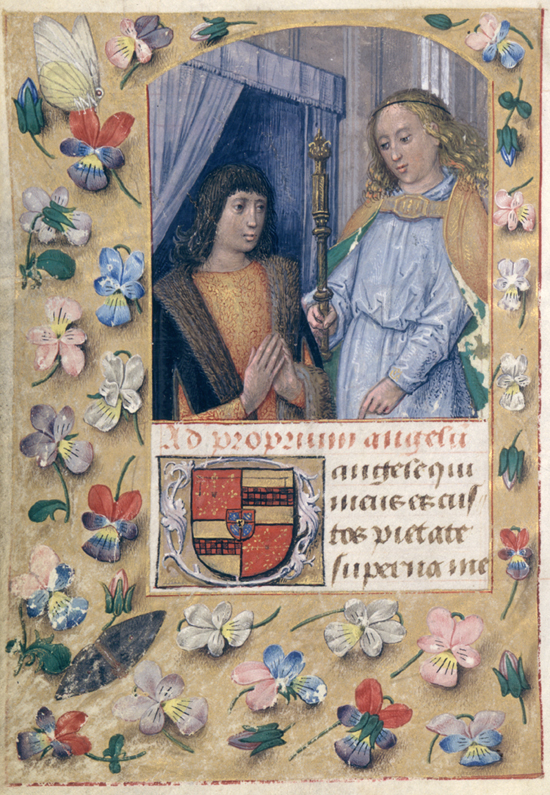
Portrait et armes de Philippe de Clèves (fº 121v).

L'identité du commanditaire est révélée par sept occurrences des armoiries de la famille de Clèves de La Marck, par la présence d'un chiffre contenant des lettres « P » croisées avec des violettes dans la bordure du f° 55v, et par la mention du prénom « Phelippe » [sic] dans la prière écrite en français.
Selon Édouard Laloire, Philippe de Clèves a dû commander le livre avant 1485, date de son mariage avec Françoise de Luxembourg, dont le portrait ou les armoiries sont absents du manuscrit. Laloire n'exclut cependant pas que quelques miniatures aient pu être achevées ou ajoutées par la suite. Certains spécialistes du début du XXIe siècle considèrent que la réalisation du livre a eu lieu à Gand ou à Bruges entre 1485 et 1490 mais la notice de la Bibliothèque royale indique : « Gand, probablement avant 1485 ». Le livre a reçu une nouvelle reliure dès le début du XVIe siècle, peut-être à l'occasion du changement de propriétaire consécutif à la mort de Philippe de Clèves (1528) et à la dispersion de sa riche bibliothèque.
Entre la fin des années 1570 et le début des années 1580, ou dans les années 1590, le peintre anversois Joris Hoefnagel, actif à la cour du duc de Bavière puis à celle de l'empereur Rodolphe II, complète le décor des marges avec de nombreux détails naturalistes dont le réalisme proche du trompe-l'œil opère une surenchère par rapport aux bordures illusionnistes réalisées au siècle précédent. C'est également de la fin du XVIe siècle que datent deux dessins sur papier collés aux fº 142v et 143r et représentant l'Homme de douleurs et la Mère de douleurs.
Au XVIIIe siècle, une troisième reliure est mise en place.
Au XIXe siècle, le livre, acquis par Charles de Brou pour le musée du palais d'Arenberg à Bruxelles, est doté d'une quatrième reliure, de velours vert. C'est ainsi qu'au début du XXe siècle, il appartient, à l'instar du Livre d'heures de Catherine de Clèves, à la collection du duc Engelbert-Marie d'Arenberg, où il est étudié par Laloire.
En 1958, la Bibliothèque royale de Belgique l'acquiert à l'occasion d'une vente aux enchères organisée à New York par le marchand de livres anciens Hans Peter Kraus (en). En 1961, il est doté d'une cinquième reliure créée par Léon Gilissen (d). Une étude scientifique en vue d'une restauration et d'une nouvelle reliure a lieu entre 2006 et 2007.

## Attribution

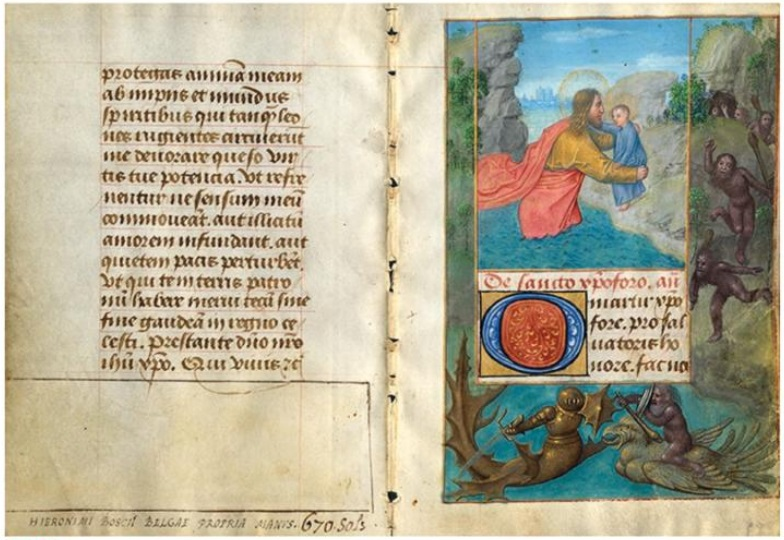
Emplacement vide et inscription relative à une œuvre de Bosch (f° 122v), en face d'une miniature de saint Christophe (fº 123r).

Au fº 122v, on peut lire une mention écrite en majuscules, dans un style très différent de celui du reste du manuscrit : « HIERONIMI BOSCII BELGAE PROPRIA MANVS » (« De la propre main de Jérôme Bosch de Belgique »), suivie d'un prix en minuscules : « 670 sols », soit plus de 30 livres. En face, l'enluminure du f° 123r, consacrée à saint Christophe, est encadrée par une scène de combat entre des hommes sauvages et un monstre aquatique ayant l'aspect d'un chevalier en armure doté d'une queue de poisson. Ce dernier n'est pas sans rappeler les tritons à tête de heaume visibles sur le panneau central du Jardin des délices. Si les drôleries des manuscrits médiévaux ont un lien évident avec les « diableries » de Bosch, la participation du maître de Bois-le-Duc à l'enluminure d'un ouvrage n'est cependant pas documentée. De plus, l'inscription date vraisemblablement de la seconde moitié du XVIe siècle, c'est-à-dire d'une époque où l'intérêt pour les œuvres de Bosch encourageait la réalisation de copies, de pastiches et de faux.
Il convient donc de ne pas se méprendre sur l'inscription du fº 122v. Selon Marisa Ann Bass, celle-ci serait en fait due à Hoefnagel, qui aurait collé, dans l'espace encadré sous le texte médiéval, un dessin qu'il attribuait à Bosch et dont il aurait indiqué ou estimé la valeur marchande. Ce précieux dessin aurait été décollé et revendu séparément à une date inconnue.
Une inscription semblable, partiellement effacée, est repérable au fº 41v, feuillet comportant également la trace d'une image décollée : « HVGONIS VERGOVS [X]LI DEPICT [PROPRI]A MANUS »,. Cette inscription désigne un autre grand nom des primitifs flamands : Hugo van der Goes. C'est sous l'influence de cette indication que Laloire, en étudiant l'écriture gothique du manuscrit, a cru y reconnaître celle du scriptorium de l'abbaye du Rouge-Cloître, où Van der Goes a passé les cinq dernières années de sa vie (1477-1482).
Après avoir reconnu, dans un premier temps, que les peintures du manuscrit « offrent des types et des formes incontestablement goessesques », Hulin de Loo les a finalement rapprochées de la production d'un artiste anonyme, désigné sous le nom de convention de « Maître du Livre de prières de Maximilien (d) » d'après un manuscrit de 1486 conservé à la Bibliothèque nationale autrichienne (Codex Vindobonensis 1907). Plusieurs chercheurs du XXe siècle, dont Thomas DaCosta Kaufmann (d), ont proposé d'identifier ce maître à Alexander Bening (v.1444-1519), un proche de Van der Goes.